# Luddskinn
Luddskinn (Phanerochaete velutina) är en svampart som först beskrevs av Augustin Pyrame de Candolle, och fick sitt nu gällande namn av Erast Parmasto 1968. Luddskinn ingår i släktet Phanerochaete och familjen Phanerochaetaceae.  Arten är reproducerande i Sverige.Utöver nominatformen finns också underarten cremicolor.